# 무미각증
무미각증(無味覺症, 영어: ageusia, /əˈɡjuːziə/)은 이름 그대로 맛을 전혀 느끼지 못하는 질병이다.
미뢰의 기능을 촉진시키는 아연이 과도한 다이어트나 편식 등으로 인해 부족하여 일어난다.